# Hitzetief

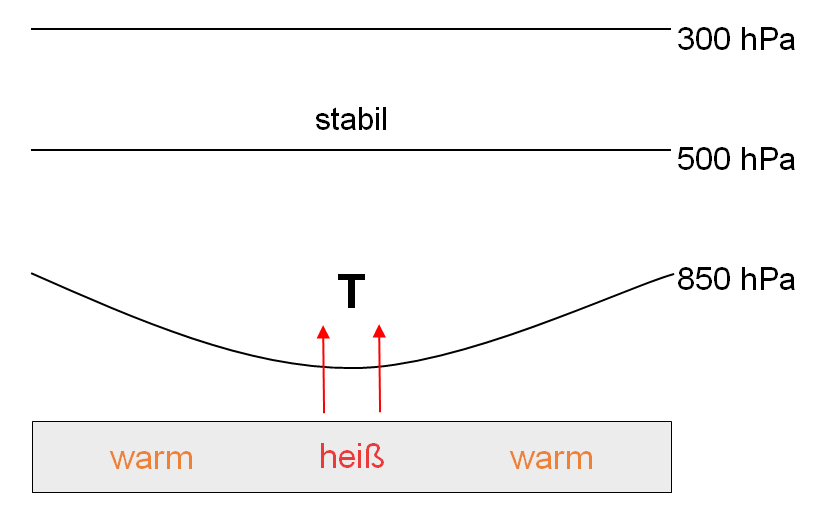
Vertikaler Querschnitt eines Hitzetiefs

Ein Hitzetief ist ein durch starke Sonneneinstrahlung über dem Kontinent entstehendes flaches, stationäres Tiefdruckgebiet mit geringer Ausdehnung. Über den durch die Sonne erwärmten Boden wird die Troposphäre von unten erwärmt, was zu einer Labilisierung der unteren Luftschichten und zu Vertikalbewegungen führt. Begünstigt wird die Entstehung eines Hitzetiefs durch geringe horizontale Luftbewegungen. Hauptsächlich treten Hitzetiefs bei aridem oder semihumidem Klima auf, was auf die dort kaum vorhandene Kühlung durch Verdunstung zurückzuführen ist.
Ein besonderes Hitzetief ist das Monsuntief, das zu einer Verlagerung der Innertropischen Konvergenzzone (ITC) führt und somit das Wettergeschehen großräumig beeinflusst und zum Monsunregen führt.

## Normales Hitzetief
Typischerweise sind der Taupunkt und die relative Luftfeuchtigkeit niedrig. Dies bewirkt, dass die durch Hitzetiefs verursachten Niederschlagsmengen gering sind. Die Stabilität der oberen Luftschichten begrenzt die vertikale Ausdehnung des Tiefs, häufig tritt auch eine deckelnde Inversion auf. Deshalb treten in Verbindung mit einem Hitzetief nur vereinzelt Gewitter auf.
Bei einem Hitzetief entwickelt sich kaum eine geordnete, zyklonale Strömung. Das Hitzetief bleibt in der Regel in dem Gebiet, in dem es sich entwickelte, und legt somit deutlich kürzere Distanzen als andere Tiefdruckgebiete zurück.

## Monsuntief
Jedes beständige Hitzetief, das im Rahmen einer Monsunzirkulation eine Schlüsselrolle spielt, wird als Monsuntief bezeichnet. Hauptsächlich findet der Begriff jedoch für das durch die Erwärmung des asiatischen Kontinents im Sommer entstehende Hitzetief mit Kern über Nordindien Verwendung. In der mittleren Luftdruckverteilung des Sommers weist dieses Tief mit 995 hPa den niedrigsten Luftdruck der Nordhalbkugel auf. Es bewirkt eine Verlagerung der Innertropischen Konvergenzzone Richtung Norden.

## Beispiele
Über der Iberischen Halbinsel bildet sich insbesondere im Sommer häufig ein großräumiges Hitzetief. Durch den starken Temperaturunterschied zum relativ kühlen Atlantik tritt daher an der Westküste der Iberischen Halbinsel in den Sommermonaten häufig ein recht starker Nordwind, die "Nortada", auf.
Auch über dem Südwesten der USA treten Hitzetiefs häufig in den Sommermonaten auf. Wie bei der Nortada führt das im Sommer durch den starken Temperaturkontrast zum recht kühlen Westpazifik häufig zu nördlichen Winden entlang der Westküste der USA.
Auch über der Sahara treten Hitzetiefs häufig in den Sommermonaten auf.
In den Alpen wird die über der bergigen Orographie liegende Luftschicht durchschnittlich stärker erwärmt als die Luft über dem umgebenden Flachland. Relativ zum Alpenvorland bildet sich somit über den Alpen regelmäßig ein Hitzetief mit großräumig aufsteigenden Luftmassen aus. Die dadurch erzeugten Ausgleichswinde wehen daher tagsüber charakteristisch vom Alpenvorland zu den Alpen hin und tragen mit zum Talwindsystem in den Alpen bei.